# Пінський Леонід Юхимович
Леонід Юхимович Пінський (24 жовтня (6 листопада) 1906, Брагін, Могилівська губернія, Російська імперія — 26 лютого 1981, Москва, СРСР) — радянський літературознавець, доктор філологічних наук, фахівець з історії західноєвропейської літератури XVII — XVIII століть, мислитель-есеїст.

## Життєпис
Народився на Могилівщині, в сім'ї меламеда, яка потім переїхала на Україну. Середню школу закінчив у 1923 році у Новгороді-Сіверському, після чого працював у сільських школах Чернігівської області. У 1926–1930 рр. навчався на літературно-лінгвістичному відділенні Київського університету, водночас працюючи учителем у київській школі. Після закінчення університету розподілений викладачем української літератури до Молдавського педагогічного інституту (Тирасполь).
З 1933 — у Москві, в 1933 —1936 роках — аспірант кафедри загальної літератури Московського педагогічного інституту ім. Бубнова (науковий керівник — Борис Пурішев), захистив кандидатську дисертацію "Сміх Франсуа Рабле". Після цього два роки працював у Курському педагогічному інституті.
З 1938 — доцент кафедри історії зарубіжних літератур філологічного факультету Московського інституту філософії, літератури та історії (ІФЛІ, з 1942 перетворений на філологічний факультет МДУ).
Після початку німецько-радянської війни, у жовтні 1941 добровольцем пішов на фронт у складі 3-ї дивізії московського народного ополчення. Згідно з урядовим розпорядженням про повернення науковців, які служили рядовими, був відкликаний у лютому 1942 для викладацької роботи в МДУ. За сумісництвом читав лекції в Ярославлі та Загорську, а з 1944 року — ще й у Військовому інституті іноземних мов (читав там курс класичних літератур Сходу). З 1948 року піддавався стягненням з боку парторганізації філологічного факультету МДУ за «низькопоклонство перед Заходом» та «космополітизм». На захист вченого виступили студенти, серед яких Пінський мав величезний авторитет.
У червні 1951 року, в розпал боротьби з космополітизмом, Пінський за доносом активного секретного співробітника органів держбезпеки в тодішньому гуманітарному середовищі Якова Ельсберга («…хибно викладаючи зміст багатьох бесід із ним на літературні теми, Ельсберг охарактеризував мої переконання і висловлювання в дусі бажаному для органів. (…) Лише на підставі цих свідчень, повторених Ельсбергом і на суді, мене було засуджено — недарма у вироку в моїй справі як свідка обвинувачення названо тільки Ельсберга…») був заарештований органами держбезпеки, засуджений за статтею 58-10 ч. 1 Кримінального кодексу РРФСР на 10 років таборів та довічне посилання у віддалені райони Сибіру. Термін відбував в Унженських виправно-трудових таборах. У вересні 1956 року реабілітований Верховним судом СРСР.
Жив у Москві. До викладання допущений не був (або сам не захотів повернутися до університету), працював над статтями з історії європейської культури: основною областю його енциклопедичних інтересів була епоха Відродження, перш за все — в Англії та Іспанії (Шекспір, Грасіан, Сервантес). Пінський високо оцінив дисертацію М. Бахтіна про творчість Рабле, разом з іншими сприяв публікації її книгою, написав розгорнуту рецензію на монографію в журналі «Вопросы литературы» («Питання літератури» (1966), підтримував стосунки з Бахтіним аж до його смерті. Опублікував дві книги досліджень із західноєвропейської літератури, йому належить післямова до публікації «Розмови про Данта» О. Мандельштама (1967). У 1963 р. був прийнятий до Спілки письменників СРСР.
У 1960 — 1970-ті рр. бере активну участь у дисидентському русі. У себе вдома він разом із дружиною організовує так звані «п'ятниці» — щотижневі дружні збори діячів радянської підпільної культури, на яких обговорювалися актуальні питання філософії, літератури, мистецтва та суспільного життя. У них брали участь, серед інших, В. Шаламов, В. Єрофєєв, А. Галич, В. Некрасов, І. Губерман, А. Штромас. Пінський дружив з Надією Мандельштам, Євгенією Гінзбург, Борисом Чичибабіним, Григорієм Померанцем, Всеволодом Некрасовим, Генріхом Сапгіром, Вадимом Козовим. Також він підтримував тісні зв'язки з художниками-«ліанозівцями», дружив з Оскаром Рабіним, Анатолієм Звєрєвим, брав участь у виданні журналу «Синтаксис».
У березні 1966 року разом із великою групою письменників та вчених підписав колективний лист Президії XXIII з'їзду КПРС з проханням про звільнення на поруки А. Синявського та Ю. Даніеля. Брав участь у багатьох інших петиціях та кампаніях на захист політв'язнів.
У травні 1972 року в квартирі Пінського було проведено обшук співробітниками КДБ. Йому було перекрито дорогу до друку. Він прочитав кілька лекцій вдома у вузькому колі друзів, продовжив позажанрові фрагментарні записи табірного часу (есе, афоризми, поденні записки), лише частково опубліковані перед його смертю під псевдонімом у журналі «Синтаксис», а розгорнутому, систематизованому вигляді видані книг багато років по тому (2007). Безліч задумів вченого не судилося реалізуватися.
Леонід Юхимович Пінський помер від швидкоплинної ракової хвороби. Похований на Ваганьківському цвинтарі.
Дружина — Євгенія Михайлівна Лисенко (1919–2005), перекладач.

## Творчість
У своїй першій великій роботі «Ренесанс і бароко» у пошуках поняття, яке б виділило своєрідність реалізму Відродження, Пінський висунув термін " фантастичний реалізм ", але потім у книзі «Реалізм епохи Відродження» він замінює термін іншим — «антропологічний реалізм». У цій книзі Пінський виводить п'ять діячів ренесансної культури: Еразм Роттердамський, Рабле, Шекспір, Бенвенуто Челліні та Сервантес.

## Основні праці
- «Реализм эпохи Возрождения» (1961)
- «Шекспир. Основные начала драматургии» (1971)
- «Магистральный сюжет» (1989):
  - Лирика Франсуа Вийона и поздняя готика
  - Комедии Шекспира
  - Пертская Красавица (о Вальтере Скотте)
  - «Гусман де Альфараче»
  - Испанский «Хромой Бес»
  - Жизнь и творчество Бальтасара Грасиана
  - Сюжет-фабула и сюжет-ситуация (о Сервантесе)
  - Комическое
  - Юмор
  - Новая концепция комического (о книге Бахтина)
  - Поэтика Данте в освещении поэта (о книге Мандельштама «Разговор о Данте»)
- «Ренессанс. Барокко. Просвещение» (2002):
  - Ренессанс и барокко
  - Эразм Роттердамский и его «Похвальное слово Глупости»
  - «Жизнеописание» Челлини и ренессансная этика «доблести»
  - Кристофер Марло. «Трагическая история доктора Фауста» [Предисловие]
  - Сюжет «Дон Кихота» и конец реализма Возрождения
  - «Гусман де Альфараче» и поэтика плутовского романа
  - Испанский «Хромой Бес»
  - Жизнь и творчество Бальтасара Грасиана
- «Минимы» (2007)
- |Почему Бог спит (2019)

## Окремі роботи
- Ренессанс и барокко // Мастера искусства об искусстве. Т. 1. М., 1937
- Реализм Возрождения // Ученые записки кафедры истории всеобщей литературы, вып. II. Изд. МГПИ им. А. С. Бубнова. М., 1937. С. 5—42
- Отзыв о книге М. М. Бахтина Творчество Рабле и проблема народной культуры средневековья и Ренессанса// М. М. Бахтин: pro et contra. Т.1. СПб.: РХГИ, 2001. С. 390—397